# 境部摩理勢
蘇我 境部摩理勢（そがのさかいべのまりせ）は、飛鳥時代の豪族。蘇我稲目の子、馬子の弟（一説に馬子の従弟ともいう）。軽の境部（現在の橿原市白橿町、または大軽町）に居住したために境部臣と呼ばれた。

## 経歴
日本書紀によると、推古天皇8年（600年）、征新羅大将軍に任ぜられ、副将軍の穂積祖足と共に1万余の兵力で対馬海峡を渡って新羅に侵攻して5つの城を攻略し、新羅王を降伏させた。ただし、日本書紀の当該部分に「境部臣」とのみあり個人名を欠くこと、この件について日本書紀以外の史料が存在しないことにより、この件における「境部臣」を境部摩理勢とする説、境部雄摩侶とする説が並立し、確定は不可能である。
大臣である兄・蘇我馬子と共に推古天皇・厩戸皇子（聖徳太子）の執政を支えるが、その過程で聖徳太子一族（上宮王家）との結びつきを深めた。馬子の死後は、子の蘇我蝦夷が大臣を継いで朝政を主導するが、摩理勢も蘇我氏族内の有力一門として発言力を保ち、蘇我氏内部においても朝廷政治においても蝦夷の対抗勢力となり、次第に対立を深めていく。
推古天皇36年（628年）3月、推古天皇は崩御の直前、有力な皇位継承候補となる2人の皇子を病床に呼び寄せた。押坂彦人大兄皇子の子田村皇子（後の舒明天皇）と、聖徳太子の子山背大兄王である。田村に対しては「慎み深く言動に気をつけよ」と諭し、山背大兄に対しては「あなたはまだ若く未熟なので群臣の意見を聴きなさい」と遺言した。蘇我蝦夷は、この遺詔から、推古の思惑は田村皇子後継にあったと考え、田村を次期大王として擁立する。しかし上宮王家の後見人である境部摩理勢は、これに真っ向から反対し、山背大兄を推薦し、山背大兄も大王継承に積極的に名乗りをあげた。しかし摩理勢に同調する勢力は伯瀬仲王（山背大兄の異母弟）や佐伯東人ら僅かであり、蝦夷の懐柔政策も功を奏したため、結局山背大兄は大王継承を辞退する。この情勢に怒った摩理勢は、従事中であった馬子の墓造営の任務を放棄し、「蘇我の田家」なる施設に立て籠もって公然と蝦夷に反旗を翻した。その後、摩理勢は伯瀬仲王邸へ入り抵抗を続けた。やがて山背大兄の説得により自邸に戻るが、ほどなく伯瀬仲王が死去し、後ろ盾を失った。蝦夷は摩理勢を攻め、摩理勢は来目物部伊区比なる者に絞殺されたという。

## 系譜

蘇我氏略系図 SVGで表示（対応ブラウザのみ）

- 父：蘇我稲目
- 母：不詳
- 妻：不詳
  - 子：境部雄摩侶（さかいべ の おまろ）？
  - 子：境部毛津（さかいべ の けつ）
  - 子：境部阿椰（さかいべ の あや）